# Ampliació del canal de Panamà
L' ampliació del canal de Panamà és un projecte d'ampliació del canal de Panamà, el més important de tots els projectes d'ampliació des de la seva construcció. En resum es tracta de l'excavació de dos nous canals d'aproximació paral·lels al canal vell, amb dos grups de rescloses d'estalvi energètic per a vaixells Neo-Panamax, substituint els tres grups de rescloses antigues, que seguiran funcionant per a vaixells Panamax. L'Autoritat del Canal de Panamà ho va proposar després d'anys d'estudi. El president panameny Martín Torrijos va presentar el pla el 24-4-2006 i els ciutadans panamenys el van aprovar en referèndum nacional el 22 octobre 2006. El projecte duplica la capacitat i permet molt més trànsit. També es coneix com el projecte del tercer conjunt de rescloses. Va ser inaugurat el 26 de juny de 2016 després de 9 anys de treball

## Resultats del referèndum
Tal com preveu la Constitució panamenya, qualsevol projecte d'ampliació del Canal ha de ser aprovat pel Consell de Ministres, l' Assemblea Nacional i mitjançant un referèndum. El 14 de juliol de 2006, l'Assemblea Nacional va aprovar per unanimitat la proposta. A més a més, l'assemblea va aprovar una llei que obligava a un referèndum nacional sobre l'ampliació. El referèndum es va celebrar el 22 d'octubre de 2006, el primer diumenge 90 dies després de l'aprovació a l'assemblea.

La taula següent mostra el resultat oficial de la votació donada pel Tribunal Electoral de Panamà.

## Descripció
El projecte crea un nou recorregut pel Canal amb un nou conjunt de rescloses. Els detalls del projecte inclouen els següents punts:
- La construcció de dos sistemes de rescloses-un al costat Atlàntic i un altre al costat Pacífic- cadascun amb tres cambres, que inclouen tres embassaments de retenció d'aigua.
- L'excavació de nous canals d'admissió de les noves rescloses i l'ampliació dels canals de navegació existents.
- L'aprofundiment dels canals de navegació i l'elevació del nivell màxim d'explotació del llac Gatún.

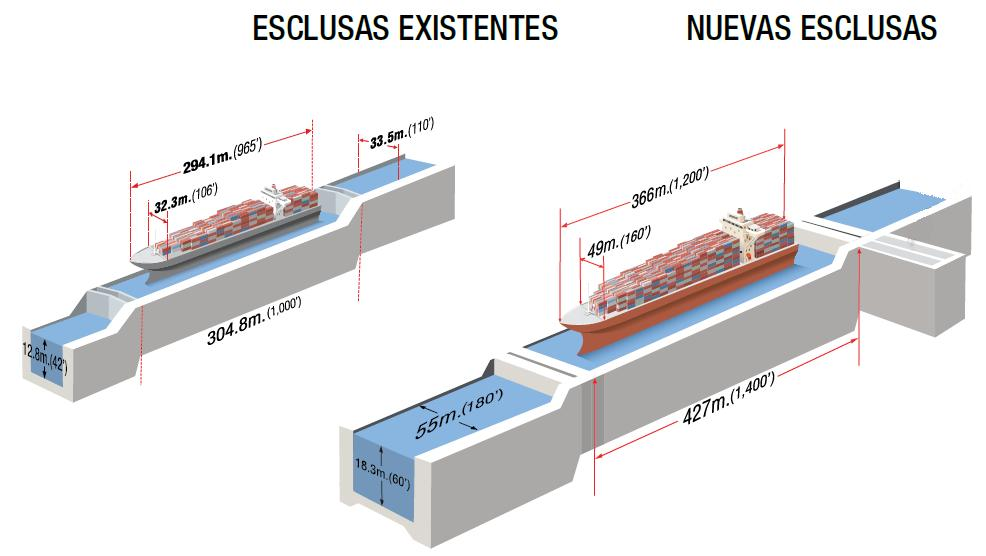
Comparativa entre les antigues rescloses i les inaugurades el 2016.

## Història

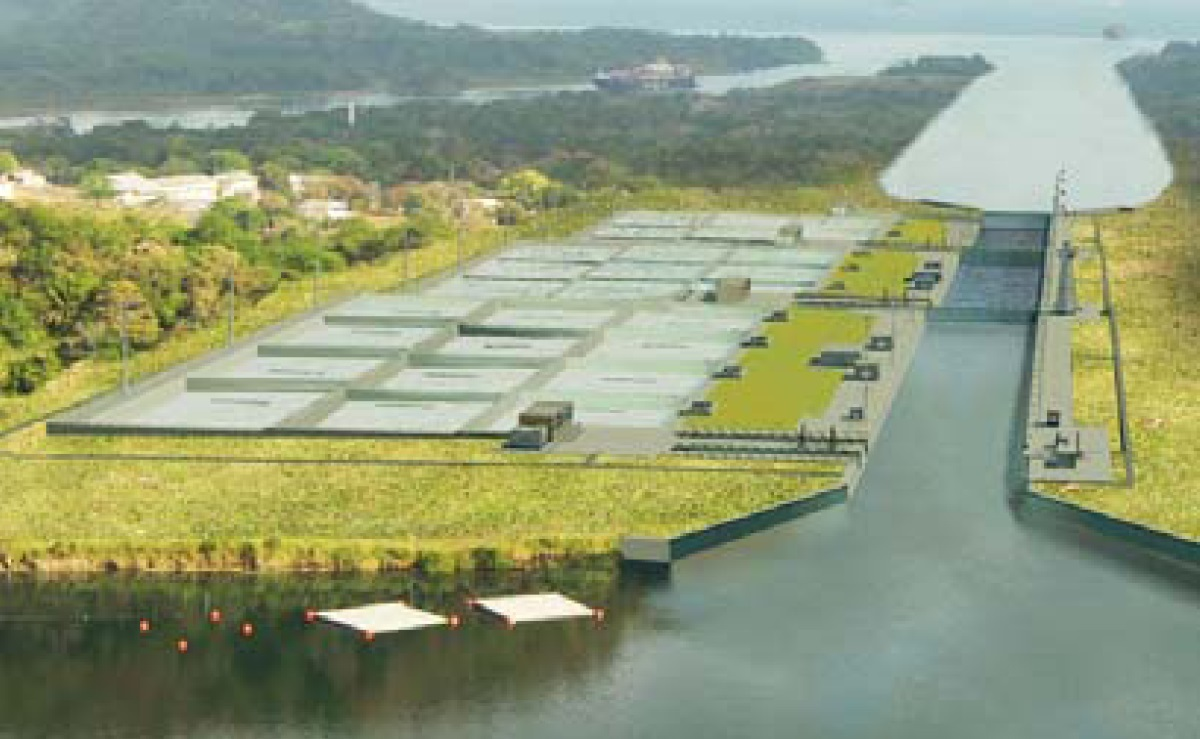
Rescloses costat Atlàntic

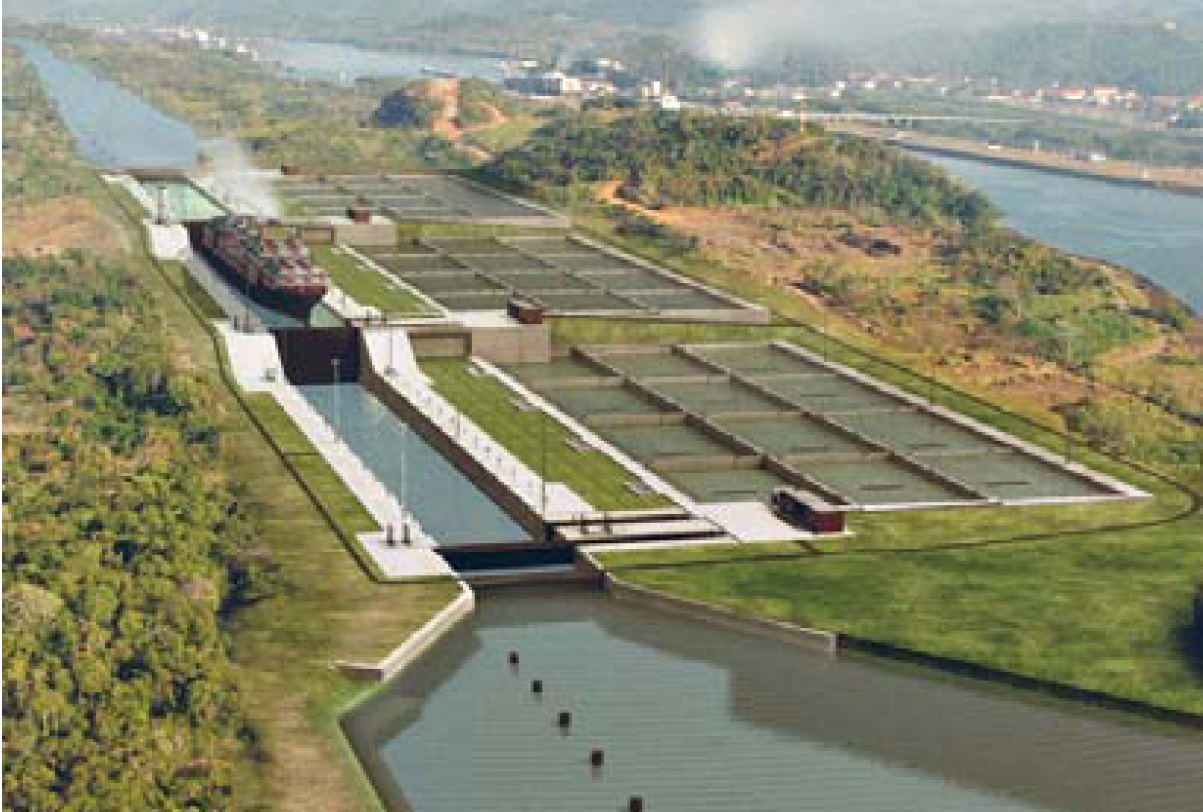
Rescloses costat Pacífic

Des de la dècada de 1930, tots els estudis en profunditat del canal han arribat a la conclusió que l'alternativa més eficient i eficaç per augmentar la capacitat del canal és la construcció d'un tercer conjunt de rescloses, de dimensions més grans que les rescloses construïdes l'any 1914. Així, l'any 1939, els Estats Units van iniciar la construcció de rescloses dissenyades per permetre el pas de vaixells mercants o de guerra com el projecte del cuirassat classe Montana (280,57 m d'eslora, una mànega de 36,88 m i un calat d'11 m), del qual les dimensions superaven la mida de les rescloses existents. Els treballs van començar l'1 de juliol de 1939 per un import màxim limitat pel Congrés dels Estats Units a 99 milions de dòlars, i haurien d'haver-se acabat el 1945.
A finals de maig de 1942, després que l'excavació hagués progressat considerablement, els nord-americans van suspendre el projecte del tercer conjunt de rescloses per raó de l'esclat de la Segona Guerra Mundial
A la dècada de 1980, la comissió tripartita formada per Panamà, Japó i Estats Units va tornar a treballar i, com els nord-americans el 1939, van determinar que un tercer joc de rescloses amb embassaments més grans era la solució més adequada per augmentar les capacitats del canal..
Al llarg de la seva història, el canal ha canviat constantment i s'ha ajustat a les condicions del mercat i a les tecnologies de navegació. D'aquesta manera, el canal ha aconseguit augmentar de manera constant la seva competitivitat.
El pla per crear un canal competidor a Nicaragua va precipitar l'organització d'un referèndum sobre l'ampliació del canal. El president panameny Torrijos en el seu discurs 24 d'abril de 2004 va dir que « per dir-ho en sentit figurat, el canal és com el nostre “ petroli ”.
Amb l'augment de la demanda, el canal es manté en una posició d'element estratègic del comerç marítim mundial. Tanmateix, l'augment de la mida dels vaixells mostra la necessitat de fer canvis al canal per mantenir la seva quota de mercat. Es va calcular que el 2011, el 37% dels vaixells portacontenidors eren massa grans per al canal antic. La capacitat màxima, amb algunes millores menors, s'estima entre 330 i 340 millions de tones anuals. ; aquesta capacitat s'havia d'assolir entre el 2009 i el 2012. gairebé 50 El % dels vaixells que transitaven el 2009 pel canal ja estaven utilitzant l'amplada màxima de l'antic canal.

### Construcció de dos nous jocs de resclosesNeo-Panamax

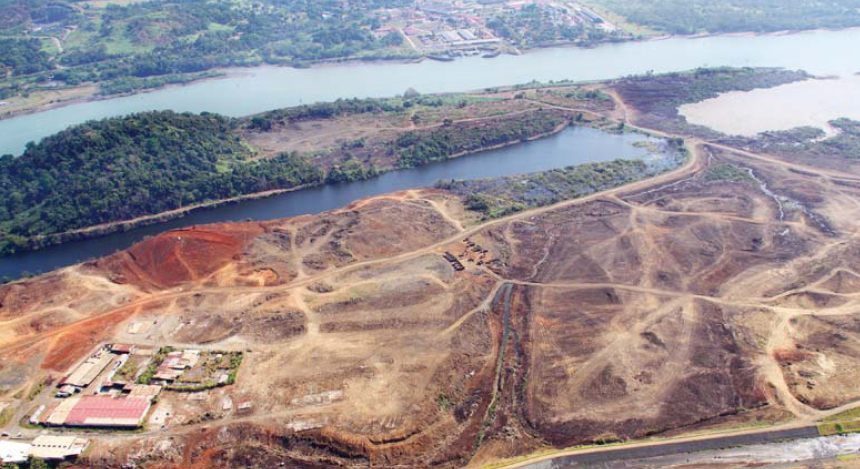
Estat de les obres l'any 2010.

Es tracta d'un grup d'empreses liderat per l'empresa espanyola Sacyr Vallehermoso, l'italiana Salini Impregilo, la belga Jan de Nul i la panamenya Constructora Urbana en una UTE amb el nom Grupo Unidos por el canal (GUPC), que va finalitzar l'obra després d'haver guanyat el concurs el 8 de juliol de 2009 davant d'altres dos consorcis amb una oferta de 3.118.880.001 dollars.
La proposta va ser per a dos nous jocs de rescloses servits per dos nous canals d'aproximació: Les rescloses d'Agua Clara a l'est de les rescloses de Gatún existents i que les substitueixen, l'altra joc les rescloses de Cocolíal sud-oest de les rescloses de Miraflores, que com les rescloses de Pedro Miguel tampoc s'utilitzen amb els vaixells Neo-Panamax,  
Cada conjunt condueix, en sentit oposat directament des del nivell del mar fins al nivell del llac Gatún ; l'actual grup de dues etapes de les rescloses de Miraflores i les rescloses de Pedro Miguel queden dons substituïdes per les rescloses de Cocolí. Les noves rescloses incorporen comportes corredisses de 57 m d'alçada i 2.100 tonnes de pes, dissenyades als Països Baixos i construïdes a Itàlia per Cimolei, estan duplicades per seguretat i, per tant, amb un pes de 4.200 tonnes, i tenen 427 mètres, 55 mètres d'amplada i 18,3 mètres de profunditat, permetent el trànsit de vaixells 49 m d'ample, 386 mètres d'eslora i 15 m de calat, corresponents a un portacontenidors 12.000 EVP.
Els canals d'aproximació tenen una llargada de 6,2 km al costat de Miraflores, deixant d'emprar el llac de Miraflores, així com les rescloses de Miraflores i les rescloses de Pedro Miguel. Cada canal té 218 mètres d'amplada, permetent el trànsit només en una direcció per als vaixells anomenats a l'inici del projecte « Post-Panamax " i actualment « Neo-Panamax ». La resta de canals es van eixamplar fins a 280 m en els trams rectes i 366 m en les corbes. La cota màxima del llac Gatún es va elevar de 26,7 m a 27,1 m.
Cada conjunt de rescloses va acompanyat de nou embassaments de reutilització d'aigua, tres per cambra. Cada un d'ells té aproximadament 70 m, 430 m de llarg i 5,5 m. Alimentats per gravetat, reciclen un 60 % de l'aigua utilitzada durant cada trànsit. Per tant, les noves rescloses d'estalvi energètic d'amplada Neo-Panamax consumeixen un 7 % menys d'aigua que les antigues Panamax per gairebé el doble de volum. L'augment de la profunditat del llac Gatún i l'augment del seu nivell màxim també millora la capacitat d'emmagatzematge, tot i que hi ha hagut ocasions en que no s'ha pogut omplir per falta de pluja.

### Obres

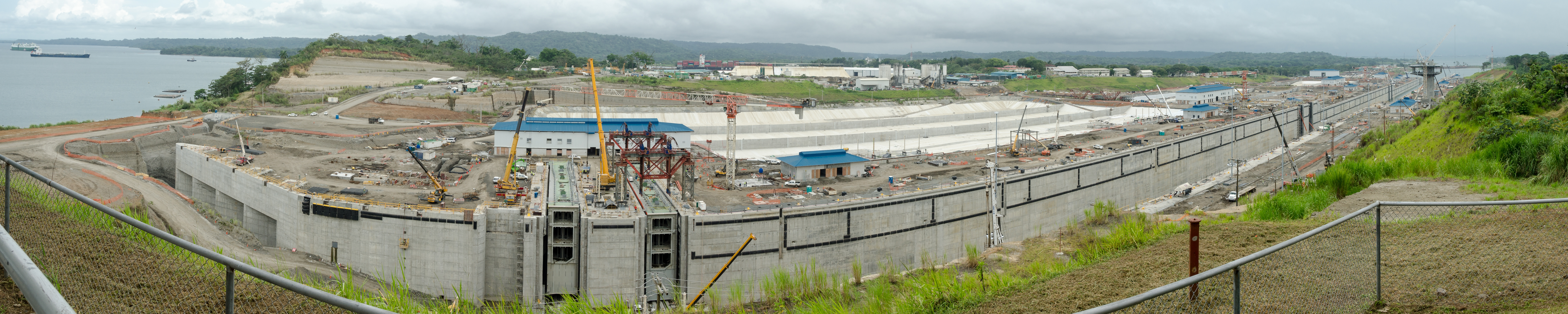
Obres al canal el gener de 2016.

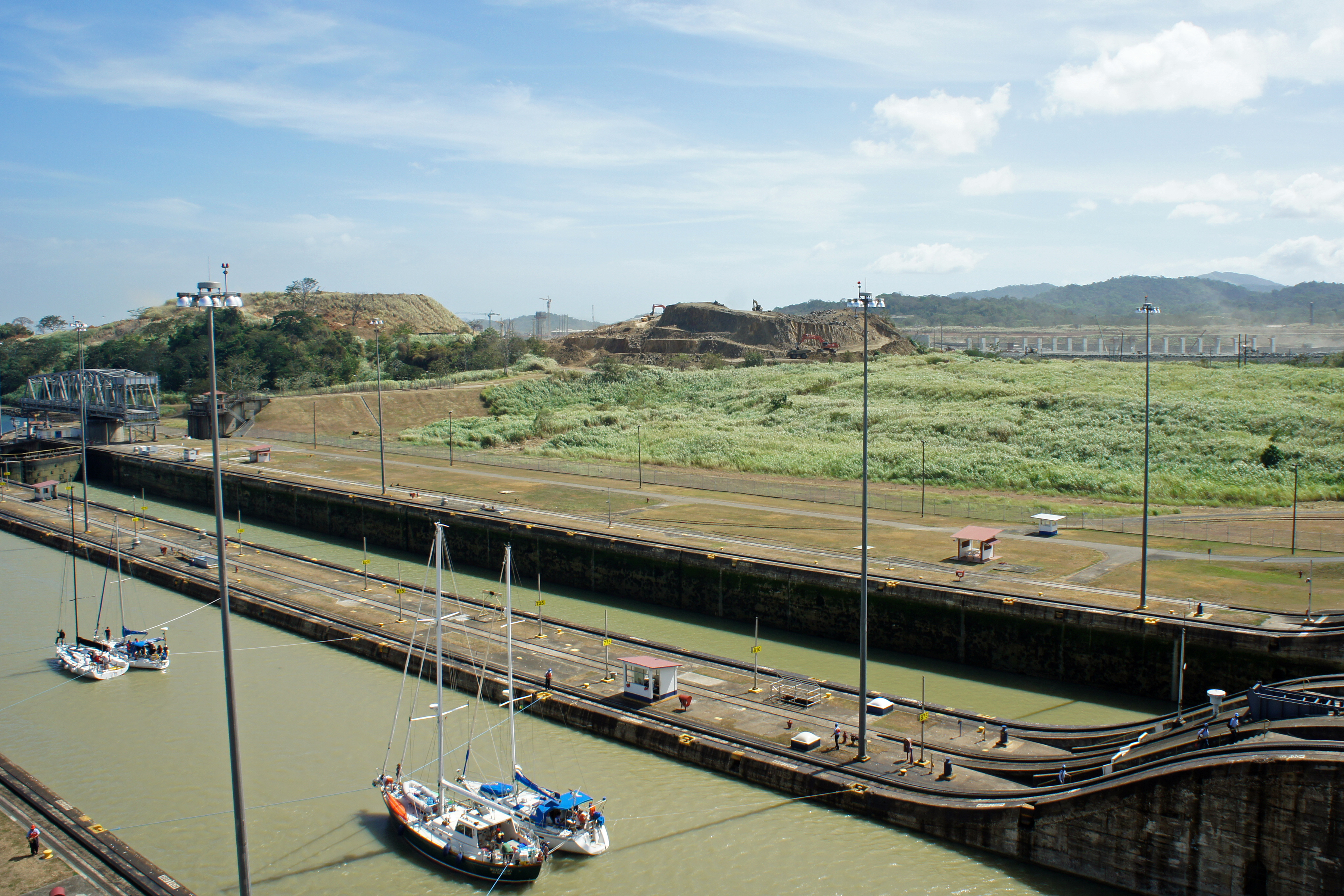
Construcció de la tercera resclosa de Miraflores l'any 2015.

Les obres d'ampliació es van iniciar oficialment el 3 de setembre de 2007, durant una cerimònia a la que van assistir l'antic president dels EUA Jimmy Carter així com els caps d'estat d'El Salvador i Nicaragua. La primera fase del projecte va ser encarregada a l'empresa panamenya Constructora Urbana SA
L'any 2016 l'empresa francesa Vinci va construir un tercer pont sobre el canal cap a Colon, sent el pont més llarg construït per aquesta empresa. Facilita la connexió de tota la regió a l'oest del Canal a la costa atlàntica.
El cost estimat a l'origen del projecte era de 5,25 milliards de dòlars EUA, va experimentar un augment segons diversos mitjans de 3,4 milliards de Md$ i 20 mesos de retard. El vicepresident de la GUPC va declarar que el cost de l'obra va ser de 5,43 milliards de dòlars.
Augmentaria la capacitat màxima del canal fins als 510 millions a 600 millions de tones anuals el 2025 i ara permet la travessia a embarcacions 49 mètres d'ample i 366 mètres d'eslora. Els aranzels es calcularien encara en funció del tonatge i no de les rescloses utilitzades. L'estat panameny té previst triplicar els mil milions de dòlars d'ingressos anuals que aporta la infraestructura d'aquesta obra.
L'obertura dels noves rescloses (originalment prevista per a l'octubre de 2014 ) va trigar gairebé dos anys més a completar-se. Al costat de l'Atlàntic i el Pacífic, des del juny de 2016 s'utilitzen dues rescloses noves per acollir vaixells més llargs i voluminosos, amb un trasllat més ràpid. Els embassaments gegants tenen 420 mètres de llarg, 55 mètres d'amplada i més de 18 mètres de profunditat. Les comportes són corredisses, cadascuna amb un pes 2.100 t (dissenyades per enginyers holandesos i construïdes a Itàlia per Cimolei). L'aigua dolça es recicla parcialment (un 60 %), però es perden a l'oceà 200.000m^3 d'aigua a cada resclosa (en una previsió de 14.000 vaixells/any).
Els antics rescloses, que aleshores tenien més de 100 anys, estarien més disponibles per a la renovació.

### Problemes
Les disputes entre el GUPC –que va reclamar un cost addicional de 1,6 milliard de dòlars el 2013/2014 – i l'Autoritat del Canal de Panamà van provocar vagues. El bloqueig va durar uns quants mesos abans que es resolgués el conflicte. Més tard, a l'embassament de les rescloses del costat del Pacífic, van aparèixer esquerdes a les estructures de formigó, que van provocar grans fuites. Es va demostrar que era necessari un reforç addicional, que va implicar un treball important als murs de formigó que va provocar alguns mesos de retard.
Incerteses quantitatives sobre l'aigua : l'episodi d'El Niño de 1998 va induir un període sec que va provocar un descens del nivell del llac Gatún, imposant restriccions a la navegació. El trànsit d'un sol vaixell va requerir 197 millions de litres d'aigua dolça que després s'aboquen al mar. Aquesta quantitat equival a la meitat del consum diari d'aigua potable dels habitants de la zona del canal. El canal compta el pas de trenta-nou vaixells cada dia i, per tant, consumeix gairebé dinou vegades l'aigua dels habitants. Amb l'ampliació del canal ja podran passar per la via fluvial quaranta-nou vaixells, fet que augmentarà considerablement aquest consum. Les reserves del llac Gatún es podrien superar algun dia amb l'escassetat d'aigua per al canal, però també el subministrament d'aigua potable de diverses grans ciutats.
Les conseqüències socioambientals estan sota control segons els responsables del projecte, però persisteixen les preocupacions sobre els efectes immediats o retardats, locals o globals del canal ampliat sobre el medi terrestre i marí. La fragmentació ecopaisatge que constitueix el canal que separa físicament les dues Amèriques, i la connexió dels dos oceans no ha estat objecte de mesures compensatòries. Existeixen preocupacions pel que fa als efectes sobre el subministrament d'aigua potable i la qualitat de les aigües superficials ; les nombroses operacions de desforestació que van precedir els moviments de terres o l'excavació de les noves embassaments van ser font de nous fenòmens d'erosió i contaminació (principalment per terbolesa) inclòs per a les aigües que abasteixen els llacs de Gatún i Alajuela i/o abasteixen les poblacions de Panamà i Colón. Els embassaments permeten el reciclatge a 60 % de l'aigua del canal a cada pas per la resclosa, però « podria provocar, a llarg termini, un augment de la salinitat del llac Gatún, que tindria conseqüències perjudicials per a la fauna i la flora locals. Finalment, cal recordar que sempre hi ha un perill pel que fa a la contaminació accidental o criminal d'un vaixell»

## Inauguració
El 26 de juny de 2016, en finalitzar 9 anys de treball i prop de 5 milliards d'euros invertits, després d'haver mobilitzat unes 30.000 personnes, una setantena de caps d'estat i de governs, entre ells el president xinès Xi Jinping, la taiwanesa Tsai Ing. -wen, la xilena Michelle Bachelet i l'esposa de la vicepresident dels Estats Units Jill Biden, van assistir a la cerimònia d'obertura.
El vaixell portacontenidors Andronikos de l'armador xinès COSCO, rebatejat per a l'ocasió Cosco Shipping Panama, va guanyar el sorteig per fer el primer pas oficial el dia de la inauguració i va pagar 600.000 dollars (aproximadament 530.000 euros ) en aranzels de trànsit. El graneler maltès Le Baroque de la companyia suïssa SwissMarine encarregada de provar la nova resclosa d'Agua Clara havia creuat el nou canal primer durant les proves el 9 de juny de 2016.